# バンドス (小惑星)
バンドス（バンドス、27997 Bandos）は小惑星帯の小惑星である。埼玉県のアマチュア天文家、
佐藤直人が1997年に発見した。
2010年1月15日、インド洋に位置するモルディブ共和国のバンドス島で11分弱の今世紀最長の継続時間
の金環日食が観測されたことに因んで命名された。
バンドスは早い時期に造られ、ベストロケーションのリゾートで、自然を大切にしている島である。 
モルディブ共和国は、インドとスリランカの南西に位置しインド洋にある島国。
イギリス連邦加盟国。